# Zamachy w Bombaju (1993)
Zamachy w Bombaju (1993) – seria eksplozji bomb, do której doszło 12 marca 1993 roku w Bombaju (obecnie Mumbaj). W wyniku zamachów zginęło 257 osób, a ponad 1100 zostało rannych.

## Zamachy
Do pierwszej eksplozji doszło o godzinie 1:30 w piwnicy budynku giełdy papierów. Od godziny 13:30 do 15:40 doszło do wybuchów 13 bomb, które zostały umieszczone w samochodach, skuterach i w hotelach.W sumie w zamachach terrorystycznych zginęło 257 osób, a ponad 1100 zostało rannych.

## Sprawcy
- Yakub Memon – skazany na karę śmierci przez powieszenie wyrok wykonano 30 lipca 2015 roku[2].
- Tiger Memon – poszukiwany[3].
- Dawud Ibrahim – poszukiwany[3].

## Ekranizacja
Na podstawie wydarzeń z 1993 roku powstał film pt. Black Friday, który otrzymał nominację do nagrody Złotego Lamparta.